# 4x4 Frauenchor PH Heidelberg
4x4, der Frauenchor der Pädagogischen Hochschule Heidelberg (PH Heidelberg) wurde 2004 von Heike Kiefner-Jesatko gegründet. In dem Ensemble singen aktuell 23 Lehramtsstudentinnen der Hochschule Werke von der Renaissance bis ins 21. Jahrhundert. Neben der Arbeit an romantischer Literatur bringt der Chor auch Uraufführungen auf die Bühne, zuletzt „Dona nobis pacem“ (2015) für Frauenchor und Orgel und „Lobt ihn Sonne und Mond“ (2016), eine Motette über Psalm 148. Der Mannheimer Komponist Johannes Matthias Michel hat dem Chor die geistlichen Stücke gewidmet. 2019 wirkte das Ensemble bei der Uraufführung des „Magnificat oder der Schrei ins Leben“, komponiert vom Schweizer Komponisten Carl Rütti, mit.
Die Freude an der intensiven Probenarbeit, Reisen und der Teilnahme an Wettbewerben – national sowie international – zeichnet dieses Ensemble besonders aus.

## Chorleitung
Heike Kiefner-Jesatko studierte Schulmusik, Geschichte und Dirigieren.
Sie ist seit 2001 Akademische Oberrätin der PH Heidelberg. Seit 2006 leitet sie die Konkordien-Kantorei in Mannheim.

## Wettbewerbe (Auswahl)
- Deutscher Chorwettbewerb 2023
  - 2. Preis der Kategorie „Frauenchöre“[1]
- Grand Prix of Nations Göteborg 2019
  - Gold (Top Level)[2]

- 8. Isola del sole – Internationaler Chorwettbewerb 2016[3]
  - Gold (Kategorie Frauenchor)
  - Gold (Kategorie geistliche Musik)
- 14. Internationaler Kammerchor-Wettbewerb Marktoberdorf 2015
  - Prädikat „International Sehr Gut“
- 9. Deutscher Chorwettbewerb 2014
  - 1. Preis der Kategorie „Frauenchöre ab 16 Personen“
  - Sonderpreis „Hervorragende Interpretation eines deutschen Volksliedes“: Johannes Brahms, Die Versuchung.
- Internationaler Chorwettbewerb, Venedig, 2011
  - Gold (Kategoriesieger und Bestwertung des gesamten Wettbewerbs)
- Internationaler Robert-Schumann-Chorwettbewerb, Zwickau, 2010
  - Gold (Kategoriesieger)
  - Sonderpreis „Beste Interpretation eines Schumann-Chorwerkes“
  - Preisträger des gesamten Wettbewerbes
- Internationaler Chorwettbewerb, Budapest, 2007
  - Gold (Kategoriesieger)
- Internationaler Chorwettbewerb, Riva del Garda, 2006
  - Gold (Kategoriesieger)

## Diskografie
- Himmlisch. 2017
- Die Versuchung. 2014, Castigo
- 4x4 Frauenchor der PH Heidelberg. 2011, SWR-Studio Kaiserslautern
- Black Project: Epic Wonderland. 2021